# 7276 Меймі
7276 Меймі (7276 Maymie) — астероїд головного поясу, відкритий 4 вересня 1983 року.
Тіссеранів параметр щодо Юпітера — 3,649.